# Свети Никола (Метимир)
Вижте пояснителната страница за други значения на Свети Никола.
„Свети Никола Летни“ или „Свети Николай Летни“ (на македонска литературна норма: „Свети Никола“) е възрожденска православна църква в битолското село Метимир, Северна Македония. Църквата е под управлението на Крушевско-Демирхисарската епархия на Македонската православна църква – Охридска архиепископия. Храмовият празник е на Летния Свети Николай (Летен Никулден) на 12 май. Разположена е в източния край на селото. Църквата е гробищен храм и е изградена в 1885 година.